# Szántód, Somogy
Szántód  este un sat în districtul Siófok, județul Somogy, Ungaria, având o populație de 621 de locuitori (2011). 

## Demografie
Componența etnică a satului Szántód
     Maghiari (95,99%)
     Germani (3,24%)
     Necunoscut (0,76%)
     Alții (0,76%)
Componența confesională a satului Szántód
     Romano-catolici (39,29%)
     Fără religie (10,14%)
     Reformați (8,86%)
     Atei (1,61%)
     Luterani (1,13%)
     Necunoscută (38,97%)
     Alte religii (1,45%)
Conform recensământului din 2011, satul Szántód avea 621 de locuitori. Din punct de vedere etnic, majoritatea locuitorilor (95,99%) erau maghiari, cu o minoritate de germani (3,24%). Apartenența etnică nu este cunoscută în cazul a 0,76% din locuitori. Nu există o religie majoritară, locuitorii fiind romano-catolici (39,29%), persoane fără religie (10,14%), reformați (8,86%), atei (1,61%) și luterani (1,13%). Pentru 38,97% din locuitori nu este cunoscută apartenența confesională.